# EL Волопаса
EL Волопаса (лат. EL Boötis) — тройная звезда в созвездии Волопаса на расстоянии приблизительно 796 световых лет (около 244 парсеков) от Солнца. Видимая звёздная величина звезды — от +9,43m до +9,2m.
Пара первого и второго компонентов — двойная затменная переменная звезда типа W Большой Медведицы (EW). Орбитальный период — около 0,4138 суток (9,9303 часа).

## Характеристики
Первый компонент — жёлто-белая звезда спектрального класса F8*, или F5V. Масса — около 1,309 солнечной, радиус — около 1,473 солнечного, светимость — около 3,804 солнечных. Эффективная температура — около 6650 K.
Второй компонент — жёлтый карлик спектрального класса G5V. Масса — около 0,325 солнечной, радиус — около 0,432 солнечного, светимость — около 0,368 солнечной. Эффективная температура — около 6846 K.
Третий компонент — красный карлик спектрального класса M. Масса — около 134,67 юпитерианских (0,1286 солнечной). Удалён на 1,757 а.е..